# Hypoponera cognata
Hypoponera cognata es una especie de hormiga del género Hypoponera, subfamilia Ponerinae.